# Festival di Sanremo 1958

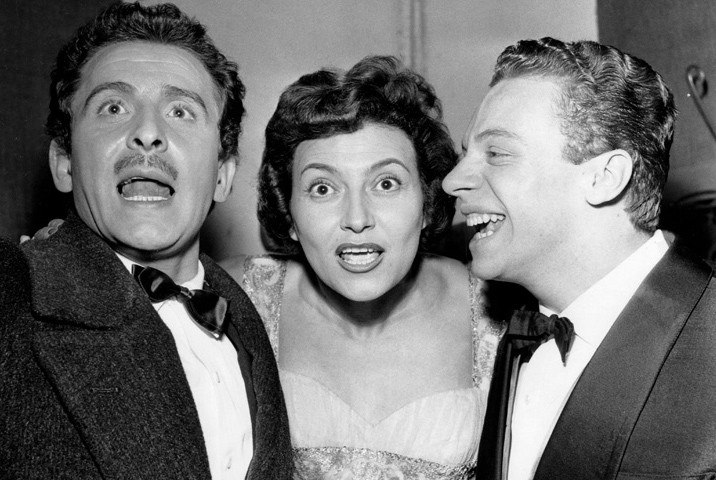
Domenico Modugno, Nilla Pizzi e Johnny Dorelli al Festival

L'ottavo Festival di Sanremo si svolse al Salone delle feste del Casinò di Sanremo dal 30 gennaio al 1º febbraio 1958 dalle ore 22 in contemporanea Radio e Tv con la conduzione di Gianni Agus, affiancato da Fulvia Colombo.
Fu l'edizione che vide l'autentico trionfo di Nel blu dipinto di blu, scritta da Franco Migliacci e Domenico Modugno e interpretata da quest'ultimo in coppia con Johnny Dorelli, che divenne famosa in tutto il mondo come Volare, che è in seguito diventato il secondo nome del brano, dall'incipit del ritornello.
Nel blu dipinto di blu si avviò a diventare la canzone italiana più celebre di sempre, con oltre 22 milioni di copie vendute in tutto il mondo e tredici settimane di permanenza alla prima posizione della Billboard Hot 100 (la hit parade dei singoli più venduti negli Stati Uniti), risultato mai conseguito prima da un cantante italiano (e che sarà conseguito nuovamente solo sessant'anni dopo da Andrea Bocelli ed il suo album Sì, arrivato al primo posto della Billboard Hot 200, la classifica degli album più venduti negli USA), nonché, ancora oggi, il brano sanremese di maggior successo in assoluto.
Successo venne riscosso, anche se in misura assai minore rispetto a Nel blu dipinto di blu, anche dalla canzone seconda classificata, la più tradizionale e melodica L'edera, cantata da Nilla Pizzi e Tonina Torrielli.

## Partecipanti

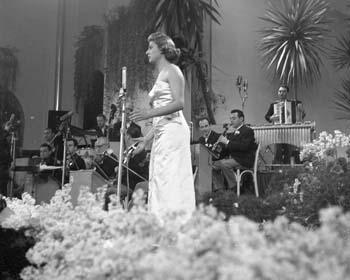
Tonina Torrielli al Festival

| Interprete        | Casa discografica   | Ultime partecipazioni al Festival |
| ----------------- | ------------------- | --------------------------------- |
| Aurelio Fierro    | Durium              | Esordiente                        |
| Carla Boni        | Cetra               | 1957                              |
| Claudio Villa     | Cetra               | 1957                              |
| Cristina Jorio    | La voce del padrone | Esordiente                        |
| Domenico Modugno  | Fonit               | Esordiente                        |
| Duo Fasano        | Cetra               | 1957                              |
| Gino Latilla      | Cetra               | 1957                              |
| Giorgio Consolini | Parlophon           | 1957                              |
| Gloria Christian  | Vis Radio           | 1957                              |
| Johnny Dorelli    | CGD                 | Esordiente                        |
| Marisa Del Frate  | Cetra               | Esordiente                        |
| Natalino Otto     | Fonit               | 1957                              |
| Nilla Pizzi       | RCA Italiana        | 1953                              |
| Tonina Torrielli  | Cetra               | 1957                              |
| Trio Joyce        | Durium              | Esordienti                        |

## Classifica, canzoni e cantanti
| Posizione | Interprete                                                    | Canzone                        | Autori                                     | Edizioni musicali                        | Voti ricevuti |
| 1º        | Domenico Modugno - Johnny Dorelli                             | Nel blu dipinto di blu         | D. Modugno e F. Migliacci                  | Edizioni musicali Curci                  | 63            |
| 2º        | Nilla Pizzi - Tonina Torrielli                                | L'edera                        | V. D'Acquisto e S. Seracini                | Edizioni musicali Menestrello            | 41            |
| 3º        | Gino Latilla - Nilla Pizzi                                    | Amare un'altra -Amare un altro | R. Pazzaglia e G. Fabor                    | Edizioni musicali Titanus                | 22            |
| 4º        | Claudio Villa - Giorgio Consolini                             | Campana di Santa Lucia         | B. Cherubini e C. Concina                  | Edizioni musicali Casiroli               | 18            |
| 5º        | Claudio Villa - Nilla Pizzi                                   | Giuro d'amarti così            | M. Panzeri e V. Mascheroni                 | Edizioni musicali Mascheroni             | 17            |
| 6º        | Carla Boni e Gino Latilla - Aurelio Fierro e Gloria Christian | Timida serenata                | N. Salerno e G. Redi                       | Edizioni musicali Curci                  | 15            |
| 7º        | Claudio Villa e Duo Fasano - Aurelio Fierro e Trio Joyce      | Fragole e cappellini           | M. Panzeri e S. Seracini                   | Edizioni musicali Suvini Zerboni         | 13            |
| 8º        | Natalino Otto - Carla Boni e Gino Latilla                     | Non potrai dimenticare         | B. Pallesi e W. Malgoni                    | Edizioni musicali Southern Music         | 8             |
| 9º        | Tonina Torrielli - Cristina Jorio                             | Mille volte                    | Zibio e G. Fabor                           | Edizioni musicali Minstrel               | 3             |
| 10º       | Johnny Dorelli - Natalino Otto                                | Fantastica                     | A. Costanzo, C. Gori e P. Bentivoglio      | Edizioni musicali Casa Nostra            | 1             |
| NF        | Carla Boni - Giorgio Consolini                                | Arsura                         | B. Cherubini, V. D'Acquisto e M. Schisa    | Edizioni musicali Asso                   |               |
| NF        | Claudio Villa e Gino Latilla - Gloria Christian               | Cos'è un bacio                 | V. Rovi e G. Boneschi                      | Edizioni musicali Suvini-Zerboni         |               |
| NF        | Marisa Del Frate - Giorgio Consolini                          | È molto facile dirsi addio     | L. L. Martelli e E. Neri                   | Edizioni musicali Radio Record Ricordi   |               |
| NF        | Marisa Del Frate - Gloria Christian                           | Ho disegnato un cuore          | S. Simoni e I. Piga                        | Edizioni musicali Peter Schaeffers       |               |
| NF        | Duo Fasano e Tonina Torrielli - Aurelio Fierro e Trio Joyce   | I trulli di Alberobello        | G. Ciocca e U. Bindi                       | Edizioni musicali Santa Cecilia          |               |
| NF        | Carla Boni - Cristina Jorio                                   | Io sono te                     | A. Testa, R. De Giusti, Biri e C. A. Rossi | Edizioni musicali Tre Stelle             |               |
| NF        | Nilla Pizzi e Aurelio Fierro - Claudio Villa e Duo Fasano     | La canzone che piace a te      | R. Cutolo, M. De Paolis e M. Ruccione      | Edizioni musicali Marechiaro             |               |
| NF        | Tonina Torrielli e Duo Fasano - Trio Joyce                    | Nozze d'oro                    | F. Conti, G. Cavalli e E. Canelli          | Edizioni musicali Unione                 |               |
| NF        | Johnny Dorelli - Giorgio Consolini                            | Se tornassi tu..!              | E. Radaelli, C. Vinci e A. Barberis        | Edizioni musicali ATA-Ponti-De Laurentis |               |
| NF        | Gino Latilla - Natalino Otto                                  | Tu sei del mio paese           | A. Testa, R. De Giusti, Biri e C. A. Rossi | Edizioni musicali C.A. Rossi             |               |

## Notizie e dettagli
L'organizzazione del festival passò alla società ATA che riuscì, grazie ad un efficiente lavoro della commissione esaminatrice, formata da musicisti come Alessandro Cicognini, Angelo Lavagnino e Raffaele Gervasio, scrittori come Adriano Grande e Nicola Lisi, e critici come Arrigo Polillo (gli altri componenti erano Federico Petriccione, Nino Piccinelli, Giuseppe Piccioli e Achille Cajafa, presidente dell'Ata), a mettere in piedi un'edizione promettente sin dalla vigilia.
La commissione esaminò le 391 canzoni iscritte, selezionandone a novembre del 1957 135, da cui, nel mese successivo, vennero scelte le venti che partecipavano al Festival.
La notizia principe del pre-festival era il rientro di Nilla Pizzi, entrata nella scuderia della RCA Italiana, per esibirsi con tre canzoni; ben cinque erano invece le canzoni affidate a Claudio Villa e quattro ad Aurelio Fierro reduce dal recentissimo successo nella nuova trasmissione canora della RAI intitolata Canzonissima. Giorgio Consolini, vincitore nel 1954, venne chiamato a sostituire Fausto Cigliano, che diede forfait all'ultimo momento per motivi mai precisati. Consolini fu così costretto ad imparare quattro canzoni in poche ore, portandone comunque una in finale (Campana di Santa Lucia).
Per la prima volta inoltre un autore presentava al festival una canzone di sua composizione come cantante, diventando quindi il primo cantautore della storia di Sanremo, Domenico Modugno, che fu il vero trionfatore: in abbinamento con il giovanissimo Johnny Dorelli suscitò scene di entusiasmo persino tra gli addetti ai lavori, grazie soprattutto alla ventata di novità proposte dalla sua Nel blu dipinto di blu sia dal punto di vista musicale che poetico. Il successo di vendite risultò straordinario sia a livello nazionale sia internazionale, con oltre venticinque milioni di dischi venduti. In realtà Modugno aveva dovuto fare di necessità virtù: Nel blu dipinto di blu era stata proposta a diversi interpreti, tra cui Nilla Pizzi e Claudio Villa, e da tutti era stata rifiutata, costringendo così l'autore (che, convinto del brano, non smise mai di insistere) a cantarla da sé.

## Regolamento
Vengono presentate 10 canzoni per sera, per i primi due giorni. Al termine di ogni serata i giurati votano e decidono quali sono le 5 canzoni che hanno accesso alla finale e quali vengono eliminate. Durante la terza sera ha luogo la finale.
I giurati erano 200, diversi per ogni serata e così suddivisi: 100 sorteggiati fra il pubblico presente in sala, 100 fra gli abbonati ad una testata giornalistica (ciascuna testata ne sorteggiava 50, poi un notaio ne sorteggiava 100 tra tutti gli estratti). Ogni canzone viene proposta nella stessa sera in due interpretazioni diverse con due diversi arrangiamenti.
Il maestro Mario Ruccione protestò per l'eliminazione del brano scritto da lui, La canzone che piace a te, portando alla luce delle irregolarità nelle votazioni. Achille Cajafa, direttore artistico della manifestazione, aveva regalato diversi biglietti omaggio per la manifestazione con abbinate delle schede prevotate (con preferenze già espresse), che poi diede disposizione di distruggere, cosa peraltro non vietata dal regolamento, ma che fece risultare che dal conteggio generale mancavano proprio i voti contestati dal maestro Ruccione. Il suo ricorso, comunque, non ebbe esito.

## Orchestre
- Orchestra Della canzone, diretta dal maestro Cinico Angelini: Carla Boni, Marisa Del Frate, Johnny Dorelli, Duo Fasano, Gino Latilla, Nilla Pizzi, Claudio Villa
- Orchestra Sestetto azzurro, diretta dal maestro Alberto Semprini (e costituita da Pupo De Luca alla batteria, Walter Beduschi al basso, Mario Migliardi all'organo hammond, Bruno De Filippi alla chitarra, Ebe Mautino all'arpa e lo stesso Semprini al pianoforte): Gloria Christian, Aurelio Fierro, Domenico Modugno, Natalino Otto, Tonina Torrielli, Cristina Jorio e Trio Joyce.

## Organizzazione
ATA